# Bolostromus panamanus
Bolostromus panamanus är en spindelart som först beskrevs av Alexander Petrunkevitch 1925.  Bolostromus panamanus ingår i släktet Bolostromus och familjen Cyrtaucheniidae.
Artens utbredningsområde är Panama. Inga underarter finns listade.